# 岡田睦
岡田 睦（おかだ むつみ、男性、1932年1月18日 - ）は、日本の作家。

## 経歴
東京生まれ。1956年慶應義塾大学文学部仏文科卒。
家庭教師などをしつつ黒田壽郎、黒田美代子、古屋健三らと同人誌『作品・批評』を創刊、また『三田文学』などに小説を書き、1960年「夏休みの配当」で芥川賞候補。
以後ゴーストライターや無署名ライターをしながら私小説を書いた。
三回結婚したが最後の妻から家を追い出され、老人ホームに入所、生活保護を受けていた。
2010年に「灯」を発表したが以後消息不明。

## 著書
- 『薔薇の椅子』雲井書店 1970
- 『ワニの泪』河出書房新社 1976
- 『賑やかな部屋』冬樹社 1979
- 『乳房』福武書店 1988
- 『明日なき身』講談社 2006 / 講談社文芸文庫 2017
- 『岡田睦作品集』宮内書房 2021

## 単行本未収録作品
- 「伴奏者の哀歓」新潮 1998-06
- 「梅雨晴れの日に」群像 2000-07
- 「ぼくのホレイショ」群像 2003-07
- 「キングコングス」文學界 2006-11
- 「灯」群像 2010-03